# Sassenfjorden
Sassenfjorden is een fjord van het eiland Spitsbergen, dat deel uitmaakt van de Noorse eilandengroep Spitsbergen.

## Geografie
Het fjord is noordwest-zuidoost georiënteerd en heeft een lengte van ongeveer 17 kilometer. Ze mondt in het westen uit in het Isfjord. In het oosten gaat het fjord over in het fjord Tempelfjorden.
Ten noordoosten ligt het Bünsowland en ten zuiden het Nordenskiöld Land.
Direct ten noorden van de monding van het fjord in Isfjord ligt het fjord Billefjorden. Ongeveer 15 kilometer naar het zuidwesten ligt de baai Adventfjorden.